# Žilina-Tunnel
Der Žilina-Tunnel (slowakisch Tunel Žilina) ist ein knapp 700 m (Nordröhre 687 m, Südröhre 684 m) langer Autobahntunnel in der Slowakei unweit der im Nordwesten des Landes liegenden Stadt Žilina auf der Autobahn D1, Bauabschnitt Hričovské Podhradie–Lietavská Lúčka. Er befindet sich südlich des Stadtkerns von Žilina, auf dem Gebiet des Stadtteils Bánová.
Zur Tunnelanlage gehören zwei Röhren mit Platz für je zwei Fahrspuren. Beide Röhren sind durch zwei Sicherheitskorridore verbunden. Die zulässige Höchstgeschwindigkeit beträgt 80 km/h.

## Bau
Bauvorbereitungen im Bereich des Westportals begannen im Juli 2014, der eigentliche Tunnelbau begann mit einem Festakt am 5. November 2014. Es wurde die Neue Österreichische Tunnelbaumethode (NÖT) verwendet. Der Tunnel sollte 395 Tage nach dem Baubeginn durchgeschlagen werden, im Zuge der Arbeiten mussten sich die Erbauer jedoch mit schwierigen geologischen Verhältnissen auseinandersetzen, zudem kam es zu mehreren Einstürzen. Der feierliche Durchschlag der Südröhre fand nun am 5. Dezember 2016 statt, die Nordröhre folgte am 12. Februar 2017. Der ursprüngliche Eröffnungstermin im Januar 2018 und später 2019 konnte, auch wegen fehlender Anbindung am östlichen Ende des Bauabschnitts, nicht eingehalten werden, zur Inbetriebnahme kam es schließlich am 29. Januar 2021.
Zur Zeit der Eröffnung waren beide Röhren nur einspurig befahrbar, weil hinter dem Ostportal die mehr als einen Kilometer lange Hochbrücke Lietavská Lúčka folgt, die wegen der nur zum kleinen Teil fertigen Anschlussstelle Žilina-juh lediglich im Gegenverkehr auf der linken Brückenhälfte in Betrieb war. Mit vollständiger Fertigstellung und Eröffnung dieser Anschlussstelle am 30. September 2024 entfiel diese Verkehrsführung, seither gibt es einen regulären zweispurigen Betrieb in beiden Röhren.